# Cassacos
Cassacos é um romance de Cordeiro de Andrade publicado em 1934.
Retrata a seca de 1919, o mesmo cenário de Luzia-Homem.